# Duris

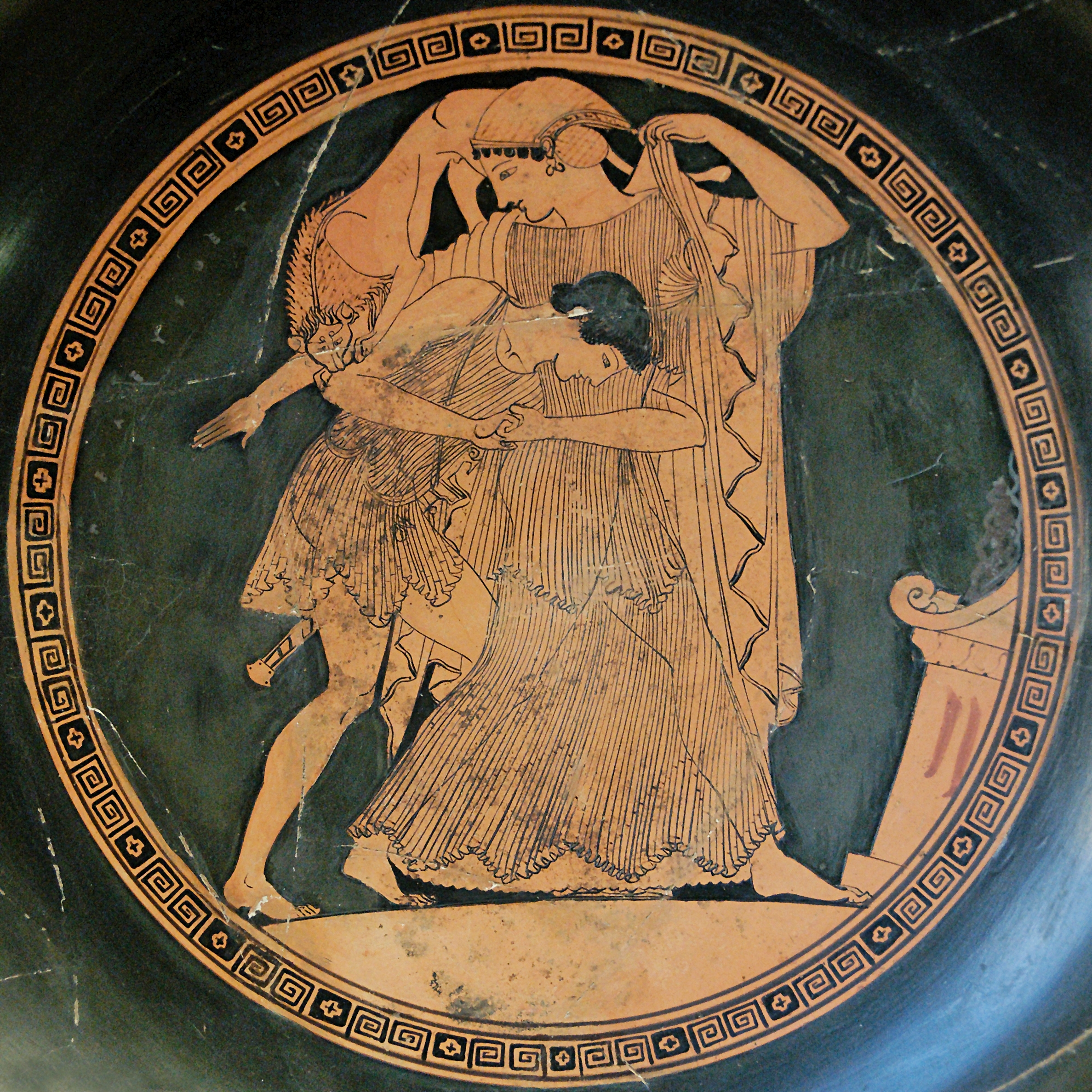
Peleo levantando a Tetis, medallón de copa de la Fase IV, borde de doble meandro, Cabinet des médailles (Inv. 539).

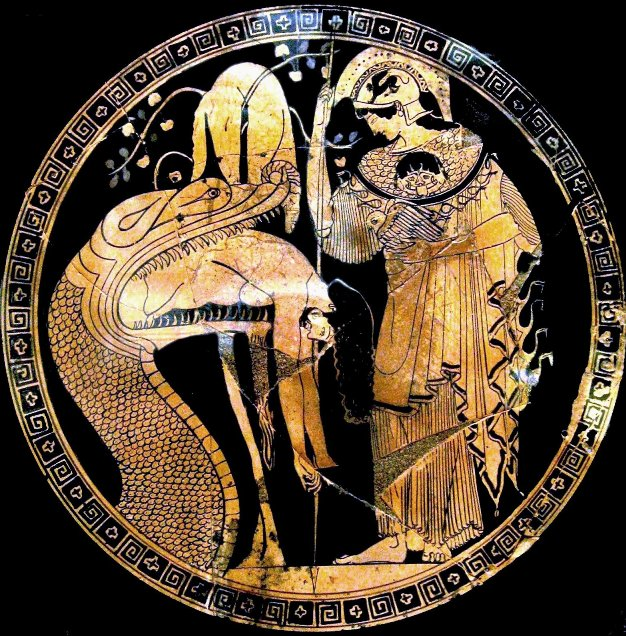
Jasón siendo regurgitado por el dragón que guarda el Vellocino de Oro (centro, colgando del árbol); Atenea está a la derecha. Tondo de Kílix de figuras rojas, c. 480-470 a. C. De Cerveteri (Etruria). Museos Vaticanos

Duris (griego Δοῦρις, Douris) fue un pintor de vasos de figuras rojas y alfarero, activo de 500 a 460 a. C. en Ática. Fue uno de los artistas más productivos e importantes de la pintura de vasos de figuras rojas.

## Obra
Empezó su carrera trabajando para los pintores Cleofrades y Eufronio, antes de empezar una larga colaboración con Pitón. Probablemente fue alumno de Onésimo y contemporáneo del Pintor de Brigos Firmó como pintor en sus vasos más de cincuenta veces, (con la firma Δορις εγραφσεν, ‘Duris pintó esto’), en dos ocasiones como alfarero, y una vez como alfarero y pintor a la vez, es decir, un cántaros de figuras rojas, que representa a Heracles luchando contra las amazonas, en el que este gran maestro de la pintura de cerámica ática de figuras rojas demostró su habilidad con el detalle y su dominio de los refinados efectos del esmalte diluido, utilizado especialmente sobre la piel del león, para enfatizar la figura de Heracles (Bruxelles A 718). Entre 250 y 300 vasos le son atribuidos. La mayoría de estos vasos son kílices, es decir, copas. Su nombre parece haber sido popular, pues se lo encuentra sobre otros vasos: figura así sobre un vaso llevado por una chica en una copa de Onésimo.

## Estilo en general

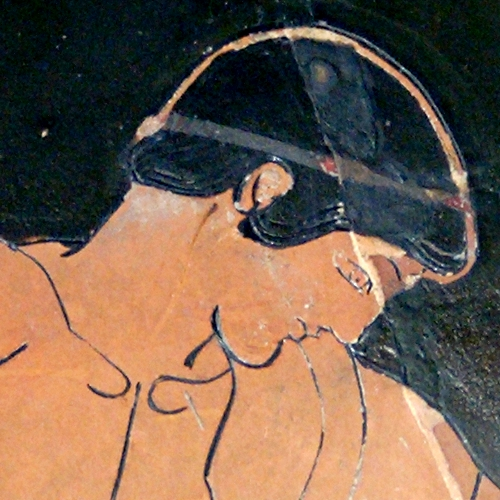
Clavícula en gancho característico del estilo de Duris, detalle de un medallón de copa, hacia 480 a. C., museo del Louvre (G 121)

Se distinguió por su impecable destreza en el dibujo. Creó un estilo pictórico propio y característico, caracterizado por la simplicidad compositiva y el alargamiento de las figuras, que suelen formar pares simétricos, por ejemplo, un hombre y un joven o un hombre y una mujer. Aunque creó variaciones, nunca cayó en el esquematismo ni se repitió. Basándose en estas características estilísticas, los estudiosos le atribuyen la decoración de más de 300 vasos (especialmente copas), en su mayoría copas destinadas a , que pintó por dentro y por fuera con escenas figurativas (de mitos,  banquetes, atletismo, erotismo) y pinturas de patrones en el borde del tondo; tenía talento para inventar composiciones circulares adecuadas para el interior de las copas, representadas, por ejemplo, con flores, espirales, meandros, cruces. Las figuras son bastante animadas, pero su estilo aún no ha cristalizado, y la influencia del pintor Panecio es evidente. Entre sus rasgos distintivos se encuentran la forma sencilla de la clavícula, que no se curva en el extremo interior (o cuya curvatura solo se indica en el fino esmalte), la curva sencilla y poco profunda del surco de la cadera y el diseño del quitón con profundos bordes ondulados en el drapeado (un fino quitón de principios del siglo V a. C.)
Basándose en estas firmas, en las inscripciones kalós y en la decoración subsidiaria de los vasos, el historiador del arte John Beazley ha distinguido en su carrera cuatro grandes fases:
Fase I
Está caracterizada por una decoración recargada y por la diversidad de motivos de orladura. Los temas preferidos son los banquetes, los komoi (cortejos de gente ebria) o los guerreros. El nombre de kalos favorito es Queréstrato. Beazley sugiere que en esta época, Duris pudo trabajar junto con Onésimo, otro gran pintor de copas del período. Respecto a este último, en Duris prima la gracia de sus personajes.
Fase II
La colaboración con Eufronio se acaba; trabaja en adelante con Pitón. Queréstrato queda como nombre del kalós preferido, paralelamente con Panecios, que se encuentra igualmente sobre las obras de Onésimo. La decoración subsidiaria es menos importante; la mayoría de los medallones no tienen borde. Los temas preferidos son las escenas de jóvenes y de atletas. El trazo de Duris se singulariza en adelante por el uso de una clase de garabato para figurar la extremidad interna de la clavícula. La obra maestra de este periodo es un psictero (vaso para enfriar) adornado con sátiros borrachos.
Fase III
Es su fase más característica, y su apogeo. Las orladuras de los medallones se caracterizan por la alternancia de un elemento de meandro y de cuadrados; las asas de la copa están decoradas con palmetas. El nombre de kalos preferido es en adelante Hipodamas; las firmas se hacen raras. Duris vuelve a las escenas de banquete, y se interesa por los estudios de guerreros y por escenas escolares. La obra maestra del periodo es la copa llamada la «pietá de Memnón»: Eos lleva el cuerpo de su hijo Memnón, muerto por Aquiles durante la guerra de Troya.
Fase IV
Duris vuelve a una ornamentación recargada. Las orladuras comprenden en adelante dos elementos de meandro por cada cuadrado; las palmetas en las asas se complican y motivos de loto aparecen en paralelo. Las firmas desaparecen y los nombres de kalós se hacen más raros. El dibujo pierde gracia y vigor.
Se conservan obras suyas en el Museo de Antigüedades de Berlín, el Museo de Historia del Arte de Viena, el Museo Británico, el Museo del Louvre y otros.

## Bibliografía

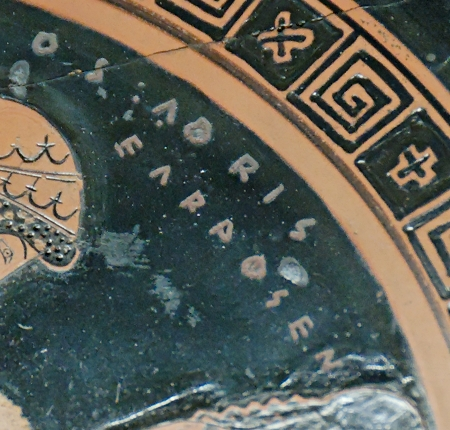
Firma de Duris (griego ΔΟΡΙΣ ΕΓΡΑΦΣΕΝ), detalle de la copa llamada «pietà de Memnon», hacia 490-480 a. C., museo del Louvre (G 115).